# Leon 黎明 Talk & Sing 2021紅館演唱會
Leon 黎明 Talk & Sing 2021 紅館演唱會是香港歌手黎明的個人演唱會，由寰亞娛樂、東亞娛樂、Player One主辦，安盛冠名贊助，以「說」和「唱」為演出元素，演唱會於2021年7月10日至18日一連9場在香港體育館舉行，以劃一票價方式出售門票。

## 背景
2021年，香港的2019冠狀病毒病疫情持續緩和，社交距離措施有條件放寬，寰亞娛樂於2021年4月29日宣佈黎明成功申請紅磡體育館的演出檔期，演唱會定名為《Leon 黎明 Talk & Sing 2021 紅館演唱會》，原定舉行6場，演出日期為2021年7月10日至12日及16日至18日，其後宣佈於2021年7月13日至15日加開3場，共演出9場。為配合政府的防疫措施，入場觀眾必須使用安心出行流動應用程式或填寫「到訪場地登記表」，留下個人資料及聯絡方法。

## 製作沿革

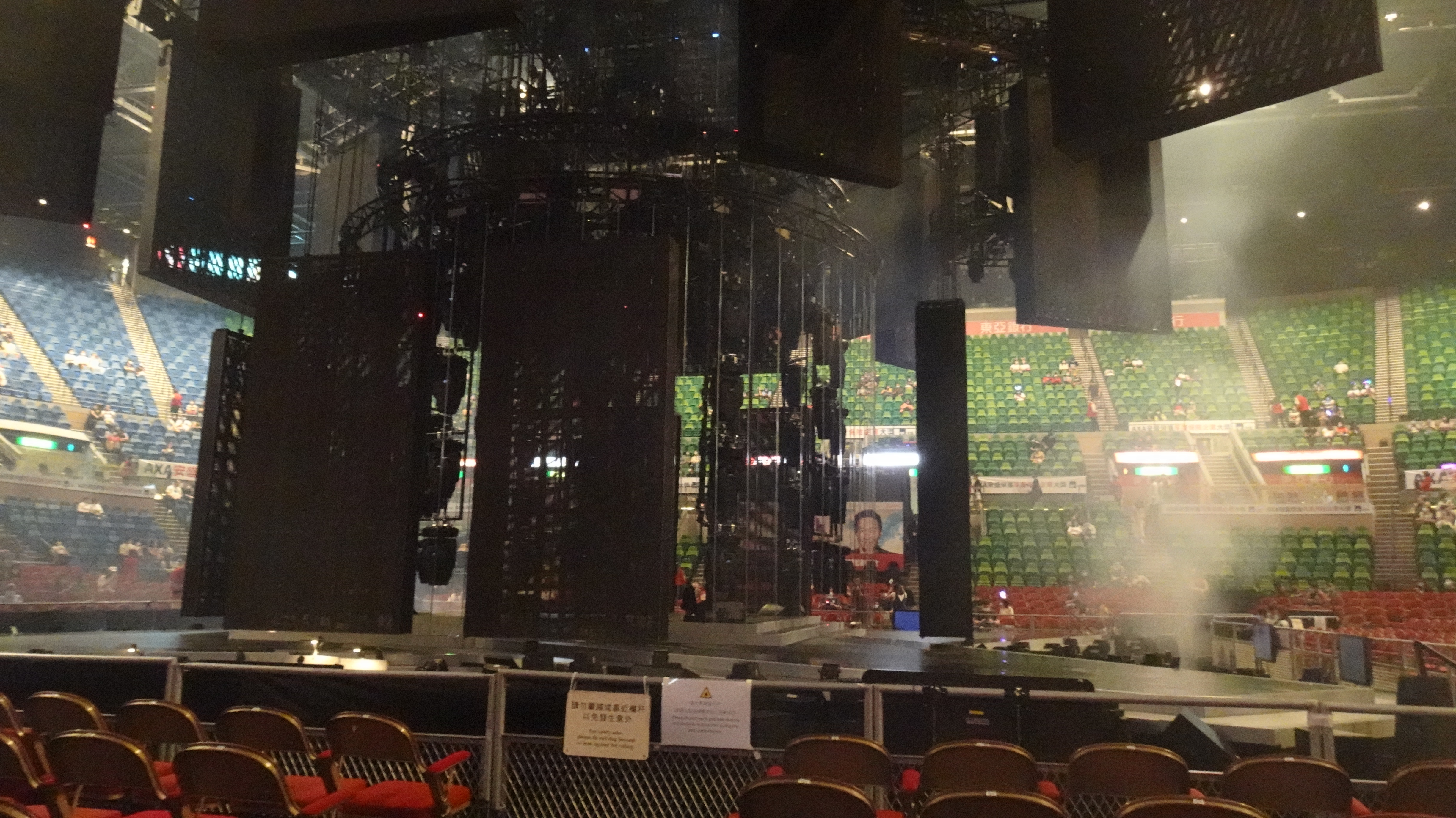
演唱會採用四面台設計

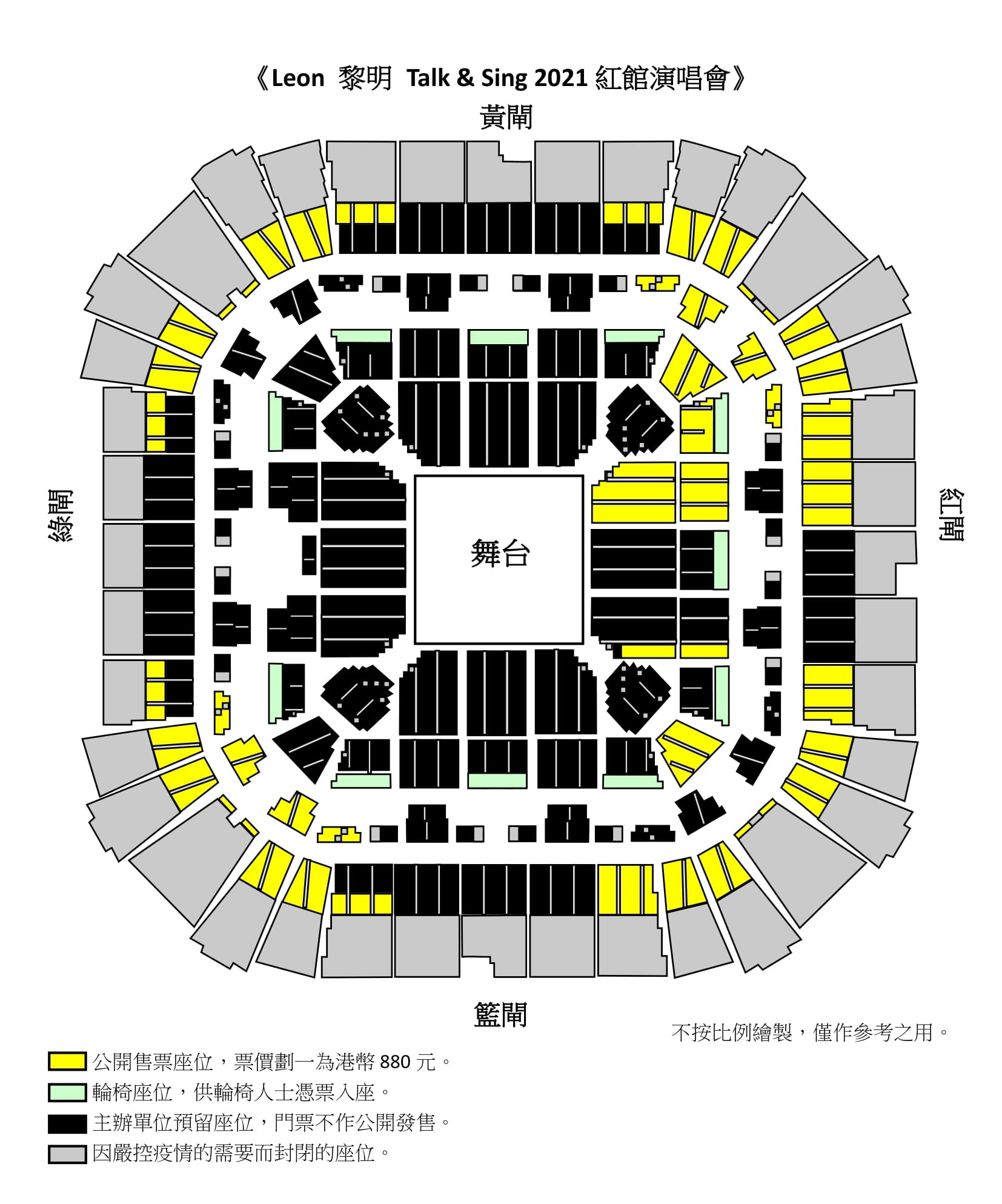
原定6場的售票座位參考平面圖

### 主題概念
《Leon 黎明 Talk & Sing 2021 紅館演唱會》以歌唱結合說話的形式演出，演唱會的官方海報以黎明用手托著下巴，展示開心笑容為主題，並以限量形式售賣演唱會T恤。主辦單位表示黎明有見過去的一段日子，香港市民每日都需要佩戴口罩，導致人與人的溝通加上了隔閡，因此希望透過演唱會為觀眾帶來一個讓人開心的暑期活動及愉快的回憶。傳媒報導指黎明在籌備演唱會期間與製作團隊開會研究演出內容，透過參考楝篤笑演員的演出及留意時下熱門新聞話題，從中吸取靈感。

### 售票方式
此演唱會的座位票價劃一為港幣880元，並因應香港當時的社交距離措施而將部份座位封閉，當中大部份是俗稱「山頂位」的後排高處座位，主辦單位以保障所有購票人士的公共衛生安全為理由，不設售票處售票，並聲稱安排了場內五成較接近舞台的座位門票，於2021年5月10日開始在HotdogTIX讓指定信用卡客戶優先訂購，而公開發售門票於2021年5月24日上午10時開始在城市售票網開售，並實施「延後取票」方案，觀眾可於每一場演唱會的演出日期前七天內至演出當天提取門票。2021年7月，香港政府在演唱會舉行前夕，進一步放寬表演場所的入座人數上限至85%，惟主辦單位為免重新安排座位而出現混亂情況，決定不加推門票。

### 演出編排

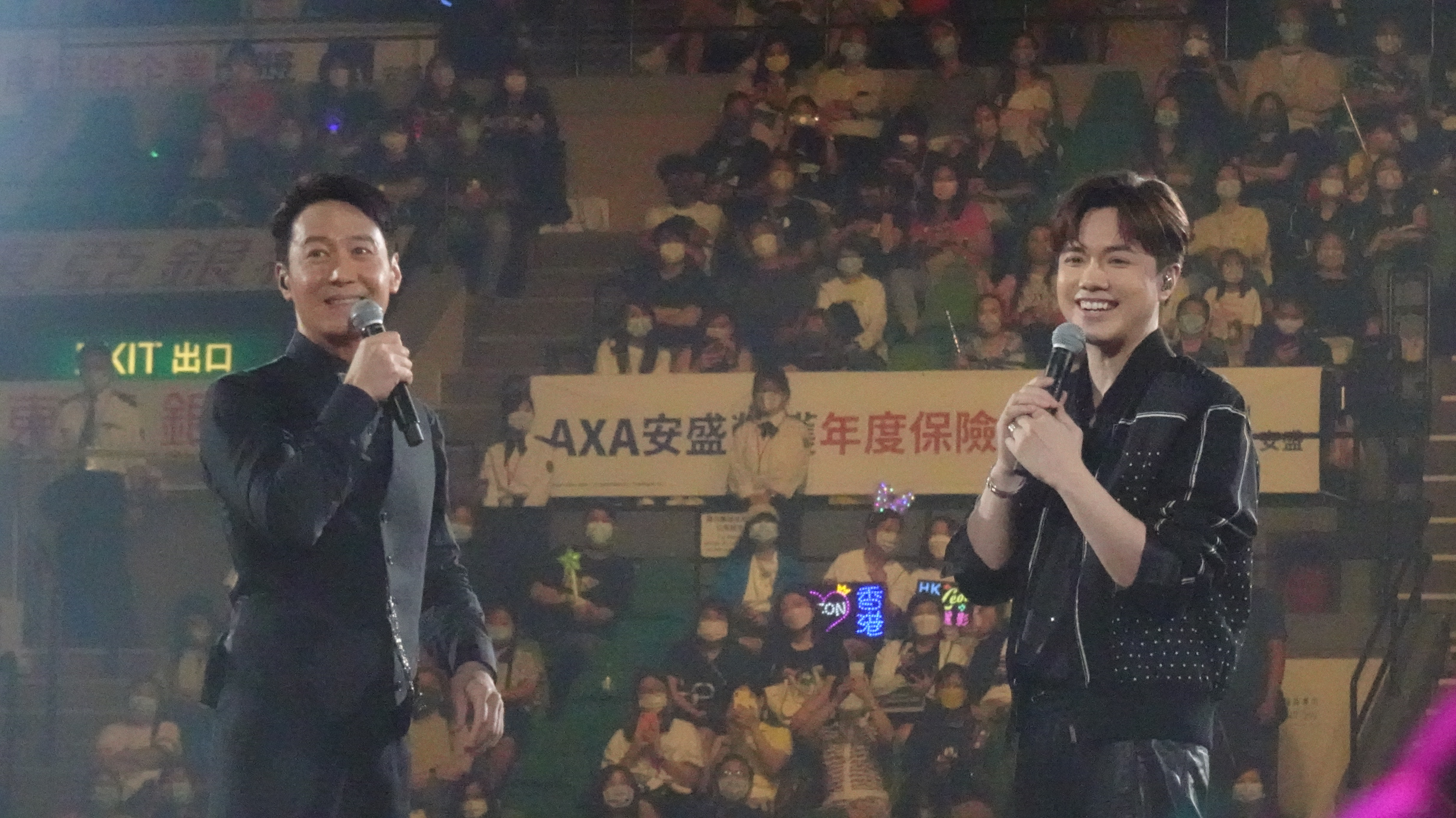
黎明與表演嘉賓張敬軒

此演唱會由何秉舜擔任音樂總監，鄧建明擔任樂隊總監及結他手，其他樂隊成員包括：Dennie Wong（鋼琴手）、Abby Wong（鍵琴手）、Crotus Chan（鼓手）、Marcus Ho（低音結他手），舞台服裝設計師由姚志康擔任，舞蹈員團隊由4男4女組成，所有舞蹈員均來自香港。演唱會於晚上8時30分開場，開場時播放黎明與容祖兒一同拍攝的短片作為序幕，黎明出場後連續演唱10首歌曲，歌曲以1990年代的作品為主，其後為說話環節，約佔二十分鐘演出時間，說話內容以黎明的生活點滴為題材並加以改編，部份場次設有嘉賓演出環節，黎明演唱〈超平凡人的主題曲〉及透過大熒幕顯示「萬一怪獸打不完，你會不會陪我留在地球？」的字句作為結尾，演唱會於晚上10時30分結束。以下是演唱會的歌曲編排及演出流程：
| 演出環節       | 演唱歌曲                                                 | 7月10日 | 7月11日 | 7月12日 | 7月13日 （加場） | 7月14日 （加場） | 7月15日 （加場） | 7月16日 | 7月17日 | 7月18日 |
| -------------- | -------------------------------------------------------- | ------- | ------- | ------- | ---------------- | ---------------- | ---------------- | ------- | ------- | ------- |
| 演唱環節       | 夏日傾情                                                 | ✓       | ✓       | ✓       | ✓                | ✓                | ✓                | ✓       | ✓       | ✓       |
| 演唱環節       | 如果這是情                                               | ✓       | ✓       | ✓       | ✓                | ✓                | ✓                | ✓       | ✓       | ✓       |
| 演唱環節       | 無名份的浪漫                                             | ✓       | ✓       | ✓       | ✓                | ✓                | ✓                | ✓       | ✓       | ✓       |
| 演唱環節       | 那有一天不想你                                           | ✓       | ✓       | ✓       | ✓                | ✓                | ✓                | ✓       | ✓       | ✓       |
| 演唱環節       | 今夜你會不會來                                           | ✓       |         | ✓       | ✓                | ✓                |                  |         |         |         |
| 演唱環節       | 願你今夜別離去                                           |         | ✓       |         |                  |                  | ✓                | ✓       | ✓       | ✓       |
| 演唱環節       | 人在邊緣                                                 | ✓       | ✓       | ✓       | ✓                | ✓                | ✓                | ✓       | ✓       | ✓       |
| 演唱環節       | 100樣可能                                                | ✓       | ✓       | ✓       | ✓                | ✓                | ✓                | ✓       | ✓       | ✓       |
| 演唱環節       | 一夜傾情                                                 | ✓       | ✓       | ✓       | ✓                | ✓                | ✓                | ✓       | ✓       | ✓       |
| 演唱環節       | 愛比我重要                                               | ✓       | ✓       | ✓       | ✓                | ✓                | ✓                | ✓       | ✓       | ✓       |
| 演唱環節       | 情深說話未曾講                                           | ✓       | ✓       | ✓       | ✓                | ✓                | ✓                | ✓       | ✓       | ✓       |
| 說話環節       | 不可一世、我的感覺、耿耿於懷（選段）                     | ✓       | ✓       | ✓       | ✓                | ✓                | ✓                | ✓       | ✓       | ✓       |
| 演唱或嘉賓環節 | 夏日傾情、蒙著嘴說愛你（選段）（黎明與嘉賓林海峰合唱）   | ✓       |         |         |                  |                  |                  |         |         |         |
| 演唱或嘉賓環節 | 信者得愛（嘉賓鄭秀文演唱，黎明伴舞）                     |         | ✓       |         |                  |                  |                  |         |         |         |
| 演唱或嘉賓環節 | 但願不只是朋友（黎明與嘉賓林日曦合唱）                   |         |         | ✓       |                  |                  |                  |         |         |         |
| 演唱或嘉賓環節 | 情緣（如當晚不設嘉賓環節）                               |         |         |         | ✓                | ✓                |                  |         |         | ✓       |
| 演唱或嘉賓環節 | 友情歲月（黎明與嘉賓鄭伊健合唱）                         |         |         |         |                  |                  | ✓                |         |         |         |
| 演唱或嘉賓環節 | 忘記和記（黎明與嘉賓麥浚龍合唱）                         |         |         |         |                  |                  |                  | ✓       |         |         |
| 演唱或嘉賓環節 | 我的親愛（黎明與嘉賓張敬軒合唱）                         |         |         |         |                  |                  |                  |         | ✓       |         |
| 過場           | 播放Sugar In The Marmalade的伴奏音樂及黎明昔日的演出片段 | ✓       | ✓       | ✓       | ✓                | ✓                | ✓                | ✓       | ✓       | ✓       |
| 演唱環節       | 我這樣愛你                                               | ✓       | ✓       | ✓       | ✓                | ✓                | ✓                | ✓       | ✓       | ✓       |
| 演唱環節       | 我會像你一樣傻                                           | ✓       | ✓       | ✓       | ✓                | ✓                | ✓                | ✓       | ✓       | ✓       |
| 演唱環節       | 沒名字的歌，無名字的你                                   | ✓       | ✓       | ✓       | ✓                | ✓                | ✓                | ✓       | ✓       | ✓       |
| 演唱環節       | 對不起，我愛你                                           | ✓       | ✓       | ✓       | ✓                | ✓                | ✓                | ✓       | ✓       | ✓       |
| 演唱環節       | 人在黎明                                                 | ✓       | ✓       | ✓       | ✓                | ✓                | ✓                | ✓       | ✓       | ✓       |
| 演唱環節       | 夏日燒着了                                               | ✓       | ✓       | ✓       | ✓                | ✓                | ✓                | ✓       | ✓       | ✓       |
| 演唱環節       | 超平凡人的主題曲                                         | ✓       | ✓       | ✓       | ✓                | ✓                | ✓                | ✓       | ✓       | ✓       |

## 反響

### 票房反應
《Leon 黎明 Talk & Sing 2021 紅館演唱會》是黎明自2011年後再次在紅磡體育館舉行的演唱會，有公眾表示期待，優先發售門票於開售之後的半小時內售罄，主辦單位其後宣佈加場。有公眾認為主辦單位以統一票價方式出售門票，首行座位和尾行座位均要付相同價錢，感覺有欠公允，同時擔心此舉日後成為風氣，公眾購買門票時只能付昂貴票價，隔絕了經濟條件較差的市民，有評論認為主辦單位將票價一律定為較高的880元，變相將成本轉嫁到消費者身上。評論指黎明在疫境中舉辦個人演唱會，而且門票銷售情況理想，對香港演藝界有鼓勵作用，同時也有建議認為黎明可以更好地善用座位，例如將部分原本不開放的座位劃作義賣或慈善捐贈。

### 各界迴響
在演唱會舉行前夕，新世界第一巴士宣佈開辦特別路線，於每晚演唱活動結束後提供服務，以配合公眾需求。演唱會開場前，有樂迷在紅磡體育館附近的火車站向公眾派發自製的紀念品，傳媒報導指現場觀眾情緒高漲，有歌手及藝人表示期待黎明的演出，他們除了透過不同方式向黎明送上祝福，亦於社交平台分享演唱會片段，借此感懷1990年代。歌手姜濤對於自己的歌曲獲黎明選唱感到開心，並於自己的社交平台寫下「謝謝」字句作回應，評論認為黎明和林海峰的唱腔與原唱者的版本各有風格，令觀眾感到驚喜和耳目一新，網民則讚賞黎明與時並進，仍然有留意現今的香港樂壇發展。有社交網專頁呼籲網民留言集氣，要求香港跳唱組合MIRROR擔任演唱會尾場的表演嘉賓，其言論遭到黎明的歌迷抨擊，歌迷強調黎明才是演唱會主角，他們入場只想看黎明而不是看嘉賓，而該小編反指香港人怨氣大，其後又以「廁所位」來形容表演嘉賓，有關言論惹起MIRROR的歌迷不滿，認為專頁小編不尊重藝人，雙方歌迷更一同與該小編展開罵戰，而傳媒則認為演唱會部份場次不設嘉賓表演環節，對歌迷來說是喜訊，整個晚上都可以看到黎明演出。尾場演唱會結束後，部份觀眾冒雨等候黎明的座駕離場並叫喊黎明的英文名字，黎明指示司機停車並打開車窗跟觀眾揮手及點頭致謝。

## 外部連結
- Leon黎明 Talk & Sing 紅館演唱會2021 精華 （页面存档备份，存于） AMusic Official Channel. 2021-07-18
- 一百樣可能 AndyDaniel Yiu Costume Facebook專頁. 2021-07-20
- 一夜傾情 AndyDaniel Yiu Costume Facebook專頁. 2021-07-21
- 我會像你一樣儍 AndyDaniel Yiu Costume Facebook專頁. 2021-07-22
- 夏日燒着了 AndyDaniel Yiu Costume Facebook專頁. 2021-07-24